# باكنغهام (دائرة انتخابية في المملكة المتحدة)
باكنغهام  (بالإنجليزية: Buckingham)‏ هي إحدى الدوائر الانتخابية في المملكة المتحدة الممثلة في مجلس العموم في برلمان المملكة المتحدة.
عضو البرلمان الذي يمثلها حالياً هو :John Bercow (Con).